# Флавицкий, Флавиан Михайлович
Флавиан Михайлович Флавицкий (18 января 1848 года, Усмань — 1 ноября 1917 года, Казань) — русский учёный, химик, член-корреспондент Петербургской академии наук. Представитель Казанской химической школы.

## Биография
Родился 18 января 1848 года[по какому календарю?] в городе Усмани Тамбовской губернии (ныне Липецкая область) в семье смотрителя уездного училища. Брат Н. М. Флавицкого.
Среднее образование получил в Первой Харьковской гимназии; по окончании её в 1865 году, в том же году поступил в Императорский Харьковский университет на физико-химическое отделение физико-математического факультета. Окончил курс в 1869 году и по представлении диссертации «Об удельных объёмах тел жидких и твёрдых», был утверждён в степени кандидата.
В сентябре 1870 года поступил в Горный институт, но оставался там один месяц, решив окончательно специализироваться по химии. Благодаря рекомендации Н. Н. Бекетова, академик А. М. Бутлеров предложил Флавицкому заниматься в его, только что устроенной в Петербурге, университетской лаборатории, где он и начал работать с октября 1870 года.
В конце мая 1871 года начал в Харьковском университете экзамен на степень магистра химии и окончив его в начале октября, а в середине этого месяца был избран профессорским стипендиатом и командирован в Императорский Санкт-Петербургский университет. В качестве профессорского стипендиата, продолжал заниматься в лаборатории А. М. Бутлерова в течение всего 1872 года и до мая 1873 года. В Харьковском университете получил звание приват-доцента химии.
В августе 1873 года, находясь в Казани, на съезде естествоиспытателей и врачей, получил, по рекомендации Бутлерова, предложение занять место хранителя музея при химической лаборатории и по избрании на эту должность, в декабре 1873 года перешёл на службу в Императорский Казанский университет.
В феврале 1874 года получил поручение физико-математического факультета вести преподавание обязательного курса физической химии. Продолжал вести курс до половины 1875 года, оставаясь в то же время и хранителем музея химической лаборатории. После защиты диссертации 2 февраля 1875 года «Об изомерии аминоленов из аминального алкоголя брожения», 8 марта того же года удостоен степени магистра химии, после чего избран был доцентом химии на медицинском факультете, где он и преподавал аналитическую химию. После защиты диссертации 1 февраля 1881 года «О некоторых свойствах терпенов и их взаимных отношениях», 14 февраля того же года получил степень доктора химии.
В конце мая 1884 года он был избран советом, а в конце августа утверждён экстраординарным профессором по кафедре химии на физико-математическом факультете и с этого времени начал вести преподавание неорганической и физической химии.
Осенью 1884 года получил приглашение преподавать неорганическую и органическую химию в Казанском ветеринарном институте. В 1888 году утверждён ординарным профессором.
19 ноября 1896 года по выслуге 25 лет оставлен на службе на следующее шестилетие. 15 февраля 1899 года утверждён заслуженным профессором, а 15 октября 1901 года по выслуге 30 лет, оставлен сверхштатным профессором, с поручением преподавания и заведования лабораторией неорганической химии.
В 1907 году был избран членом-корреспондентом Академии наук.
Скончался 1 ноября 1917 года в Казани.

## Учебник Флавицкого «Общая или неорганическая химия»
Будучи профессором Казанского университета, Флавиан Михайлович издал в 1894 году учебник «Общая или неорганическая химия». Этот учебник весьма оригинален по своему содержанию и структуре. Флавицкий сильно ограничил круг рассматриваемых явлений и законов, но требовал, чтобы студент усвоил их взаимосвязь на основе «теории химических форм» (ТХФ) и других личных идей автора. Особенностью книги также являются многочисленные упоминания на работы самого Флавицкого и его сотрудников в то время, когда имена многих видных химиков упомянуты лишь однажды или вообще не названы. В предисловии автор указал на следующие особенности курса: 1) ТХФ применена для классификации так называемых молекулярных соединений; 2) развиты обобщения, которые выражают зависимость свойств гидратов от атомных весов составляющих их элементов; 3) периодический закон – наиболее широкое обобщение в области химии; 4) сделана попытка объяснить причины этого закона на основании свойств атомного движения элементов; 5) развитие ТХФ приводит к определению химического строения, т.е. способа связи этих элементов в молекулах сложных веществ; 6) автор «не признаёт строго научной, а потому не ввёл современную электрохимическую теорию атомности и построенную на ней теорию электролитической диссоциации». В книгу Флавицкий не включил теорию растворов, закон Гесса, закон действия масс, правило фаз, представления об эвтектике. Причиной химических превращений Флавиан Михайлович называл «особую силу, называемую химическим сродством или короче, — химизмом».
В разделе "Периодический закон и естественная система элементов" первые 10 страниц написаны по Менделееву. Далее изложена теория химических форм и особенно подробно "функция, выражающая периодический закон - функция котангенса. Первая её публикация была сделана Флавицким в Казани в 1887 г. Пошли возражения, и сам автор был даже доволен тем, что знаменитый датский химик Ю. Томсен, независимо от него, развил в 1895 г. ту же идею. Сущность её в том, что если располагать элементы по окружности по порядку величин атомных весов, то котангенс будет той функцией, которая изменяется так же, как изменяется характер элементов. "увеличение металличности у металлов и уменьшение неметаллических свойств у металлоидов может быть выражено как уменьшение угла котангенса с увеличением атомного веса, что приводит к увеличению котангенса в положительном значении". Флавицкий изобразил схему, на которой на 14 радиусах поместил известные ему элементы, как он писал, наиболее естественным образом.

## Труды
- Способ вычисления числа изомеров предельных одноатомных алкоголей / [Соч.] Ф. ФлавицкогоСанкт-Петербург : тип. В. Демакова, [1871]
- Об изомерии амиленов из амильного алкоголя брожения / [Соч.] Флавиана Флавицкого Казань : Унив. тип., 1875
- Взгляд на строение терпенов / [Соч.] Ф. Флавицкого Санкт-Петербург : тип. В. Демакова, 1878
- Заметка по поводу статьи г. Эльтекова: О действии воды в присутствии окиси свинца на галоидные соединения углеводородов этиленного ряда / [Соч.] Ф. Флавицкого Санкт-Петербург : тип. В. Демакова, 1878
- О некоторых свойствах терпенов и их взаимных отношениях / [Соч.] Флавиана Флавицкого Казань : Унив. тип., 1880
- Исследование естественных смол разных хвойных / [Соч.] Флавиана Флавицкого Казань : тип. Имп. ун-та, 1883
- О превращениях правого терпена русского скипидара путём гидратации и дегидратации / [Соч.] Ф. Флавицкого; Из Хим. лаб. Казан. ун-та Санкт-Петербург : тип. В. Демакова, [1887]
- О соотношении температур кипения одноатомных спиртов с их химическим строением / [Соч.] Ф. Флавицкого Санкт-Петербург : тип. В. Демакова, [1887]
- О функции, отвечающей периодичности свойств химических элементов : [Сообщ., чит. 2 мая 1887 г. в 68 заседании Физ.-мат. секции О-ва естествоиспытателей при Казан. ун-те] / [Соч.] Флавиана Флавицкого Казань : тип. Ун-та, 1887
- О правом терпене из игол сибирского кедра (Pinus cembra. L.) / [Соч.] Флавиана Флавицкого Санкт-Петербург : тип. В. Демакова, [1889]
- Курс неорганической химии, читанный профессором Ф. М. Флавицким Казань : лит. Н. Данилова, 1890/91
- Связь форм кислородных и водородных соединений элементов / [Соч.] Флавиана Флавицкого Санкт-Петербург : тип. В. Демакова, [1891]
- Классификация галоидных солей по теории химических форм / [Соч.] Проф. Ф. М. Флавицкого Казань : тип. Ун-та, 1893
- Гидратная теория растворов / [Соч.] Проф. Ф. Флавицкого. [1-2] Казань : тип. Ун-та, 1893—1894
- Очерк развития знания о химических элементах : Речь для произнесения в торжеств. годич. собр. Казан. ун-та, 5 нояб. 1894 г. / [Соч.] Орд. проф. Ф. М. Флавицкого Казань : типо-лит. Ун-та, 1894
- Отзыв заслуженного ординарного профессора Ф. М. Флавицкого о диссертации приват-доцента А. Я. Богородского на степень магистра химии, под заглавием: «Материалы по электрохимии неорганических соединений в так называемом огневожидком состоянии, часть первая, препаративные исследования, электролиз и электропроводность» Казань : тип. Ун-та, 1906
- Начальные упражнения в аналитической химии / Ф. М. Флавицкий, проф. Казан. ун-та Казань : типо-лит. Ун-та, 1907
- Исследования эвтектического сплава азотнокислых солей серебра и аммония по методу плавления / [Соч.] Ф. М. Флавицкого Казань : типо-лит. Ун-та, 1908
- Применение законов эвтексии к эвтектическим сплавам силикатов / [Соч.] Ф. М. Флавицкого Казань : типо-лит. Ун-та, 1909
- О номенклатуре неорганических соединений / Ф. М. Флавицкий, проф. Казан. ун-та Казань : Типо-лит. Ун-та, 1913
- История возникновения и развития Лаборатории физической химии : (Отт. из ст. 14 протокола заседания Сов. Казан. ун-та 22 марта 1914 г.) / Ф. М. Флавицкий, проф. Казан. ун-та Казань : типо-лит. Ун-та, 1914
- Отзывы профессоров по кафедре химии Ф. М. Флавицкого, А. Е. Арбузова и А. Я. Богородского о сочинении приват-доцента А. Н. Щербакова «Влияние нейтральных солей на перемещение переходного пункта некоторых индикаторов», представленном в Физико-математический факультет Казанского университета на соискание степени магистра химии: возражения проф. А. Я. Богородского на отзывы профессоров Ф. М. Флавицкого и А. Е. Арбузова и ответы профессоров Ф. М. Флавицкого и А. Е. Арбузова на эти возражения : (Выдержка из протокола заседания Физ.-мат. фак. Казан. ун-та 13 дек. 1913 г.) Казань : типо-лит. Ун-та, 1914
- Химическая теория растворов / Ф. М. Флавицкий, проф. Казан. ун-та Казань : типо-лит. Ун-та, 1914
- Отзыв о сочинении А. Е. Арбузова: «О явлениях катализа в области превращения некоторых соединений фосфора. Эксперим. исследование» / Ф. М. Флавицкий Казань : типо-лит. Ун-та, 1915